# إريك روشا
إريك روشا (بالفرنسية: Éric Rochat)‏ هو منتج أفلام وكاتب سيناريو ومخرج فرنسي، ولد في 18 أكتوبر 1936 في باريس في فرنسا، وتوفي في 5 أكتوبر 2003 في ريو دي جانيرو في البرازيل.

## وصلات خارجية
- إريك روشا على موقع IMDb (الإنجليزية)
- إريك روشا على موقع ألو سيني (الفرنسية)
- إريك روشا على موقع أول موفي (الإنجليزية)
- إريك روشا على موقع قاعدة بيانات الأفلام السويدية (السويدية)
- إريك روشا على موقع قاعدة بيانات الفيلم (الإنجليزية)
- إريك روشا على موقع كينوبويسك (الروسية)